# Calyx shackletoni
Calyx shackletoni is een gewone sponsensoort uit de familie van de Phloeodictyidae. De wetenschappelijke naam van de soort is voor het eerst geldig gepubliceerd in 2012 door Goodwin, Brewin & Brickle.